# Straußblütige Wucherblume
Die Straußblütige Wucherblume (Tanacetum corymbosum), auch als Gewöhnliche Straußmargerite bezeichnet, ist eine Pflanzenart aus der Gattung Tanacetum innerhalb der Familie der Korbblütler (Asteraceae).

## Beschreibung

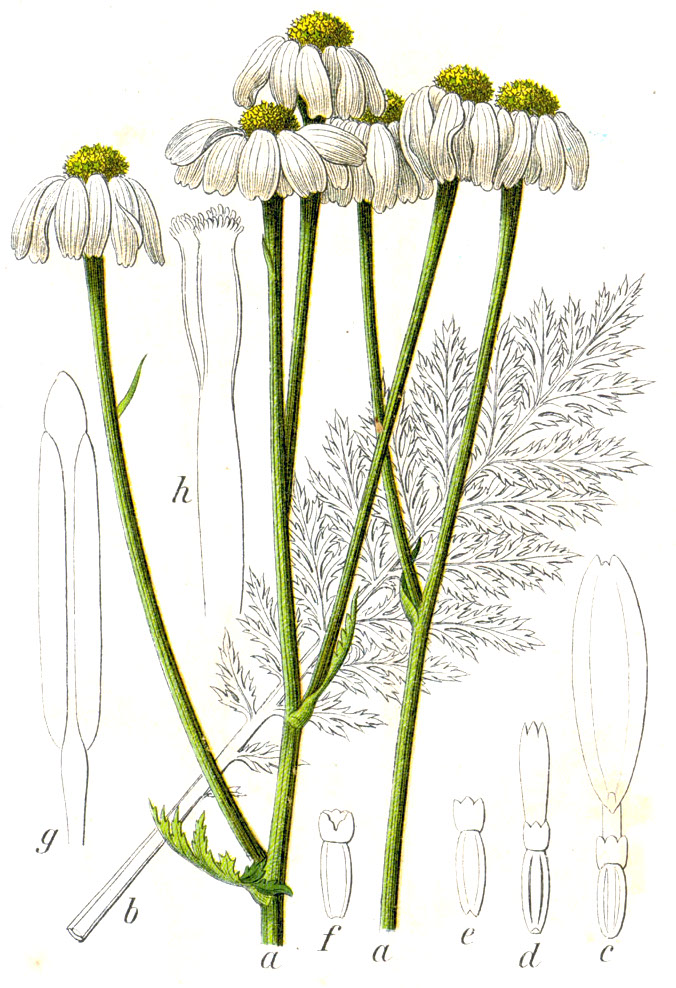
Illustration aus Sturm

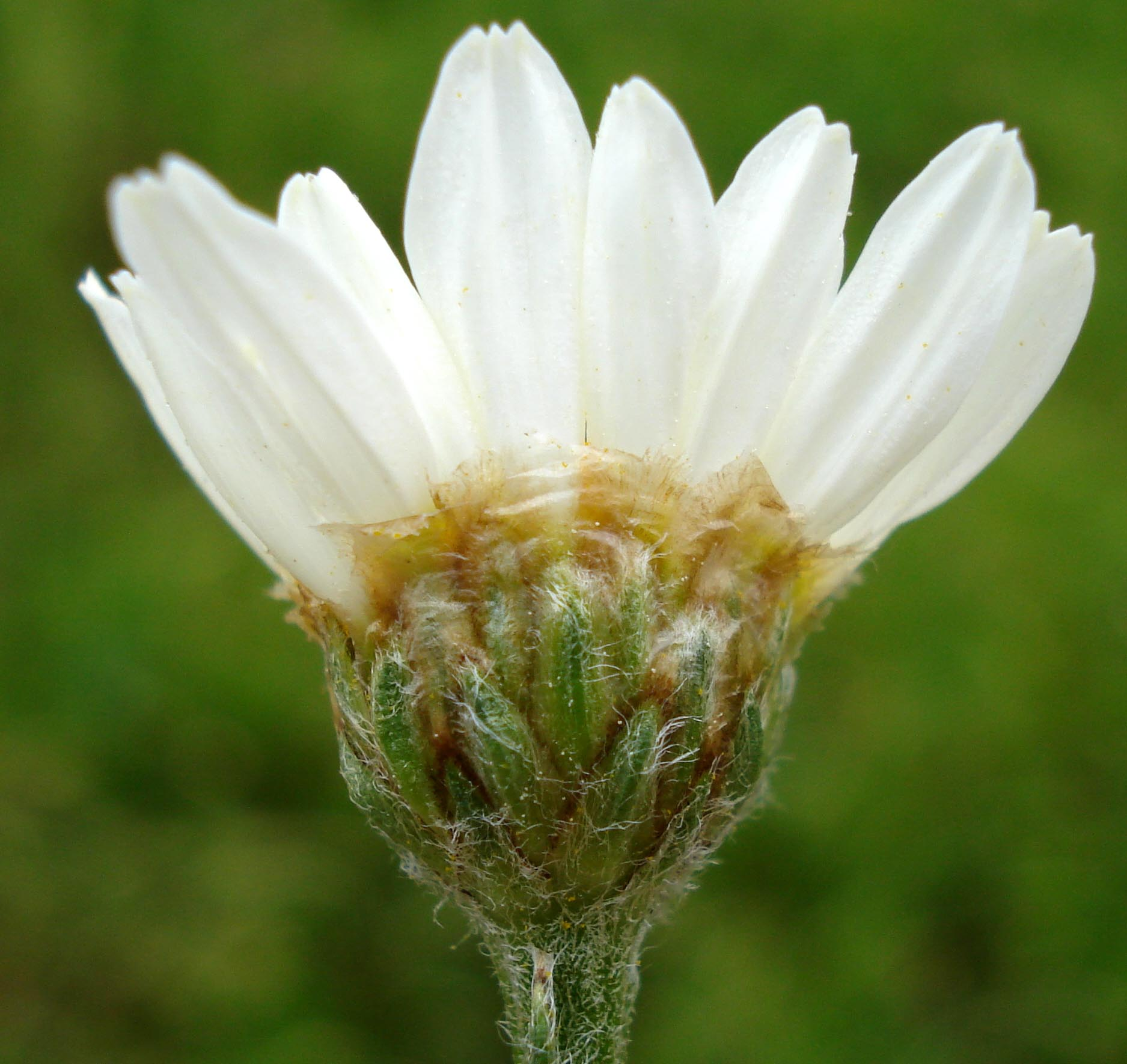
Blütenkörbchen mit Hüllblättern

### Vegetative Merkmale
Bei der Straußblütigen Wucherblume handelt es sich um eine ausdauernde, krautige Pflanze, die meist Wuchshöhen von 50 bis 150 Zentimetern erreicht. Der Stängel wächst aufrecht, ist zerstreut behaart und im oberen Teil sehr entfernt beblättert. Alle Pflanzenteile besitzen wenig Aromastoffe.
Von den wechselständig am Stängel angeordneten Laubblätter sind die unteren in Blattstiel und Blattspreite gegliedert, während die sehr kleinen oberen direkt am Stängel ansitzen. Die unteren Blätter sind gefiedert und haben 3 bis 7 Paar längliche, doppelt-eingeschnitten gesägte bis fiederspaltige Blättchen. Der Endabschnitt des Laubblattes fließt nicht mit den folgenden Seitenabschnitten zusammen (Unterschied zum Mutterkraut). Die unteren Laubblätter sind lang gestielt, die mittleren und oberen sind sitzend. Die obersten Blätter sind sehr klein.

### Generative Merkmale
Die Blütezeit erstreckt sich vorwiegend über die Monate Juni bis August. In einem lockeren, doldentraubigen Blütenstand sind meist drei bis zehn (bis 16) körbchenförmige Teilblütenstände zusammengefasst. Die Blütenkörbchen weisen einen Durchmesser von 15 bis 30 Millimetern auf. Die Hüllblätter sind bleich, grün oder hellbraun und häutig berandet. Sie sind gekielt und stehen mehrreihig. Die äußeren Hüllblätter sind länglich-spitz, die inneren sind verkehrt eiförmig.
Die Blütenkörbchen enthalten Zungen- und Röhrenblüten. Die zygomorphen Zungenblüten sind weiß und bei einer Länge von 10 bis 21 Millimetern linealisch-länglich. Die radiärsymmetrischen Röhrenblüten sind gelb.
Die Achänen sind fünfkantig, 3 Millimeter lang und besitzen einen krönchenartigen Pappus, der ein Viertel so lang ist wie die Achäne.
Die Chromosomenzahl beträgt 2n = 18 oder 36.

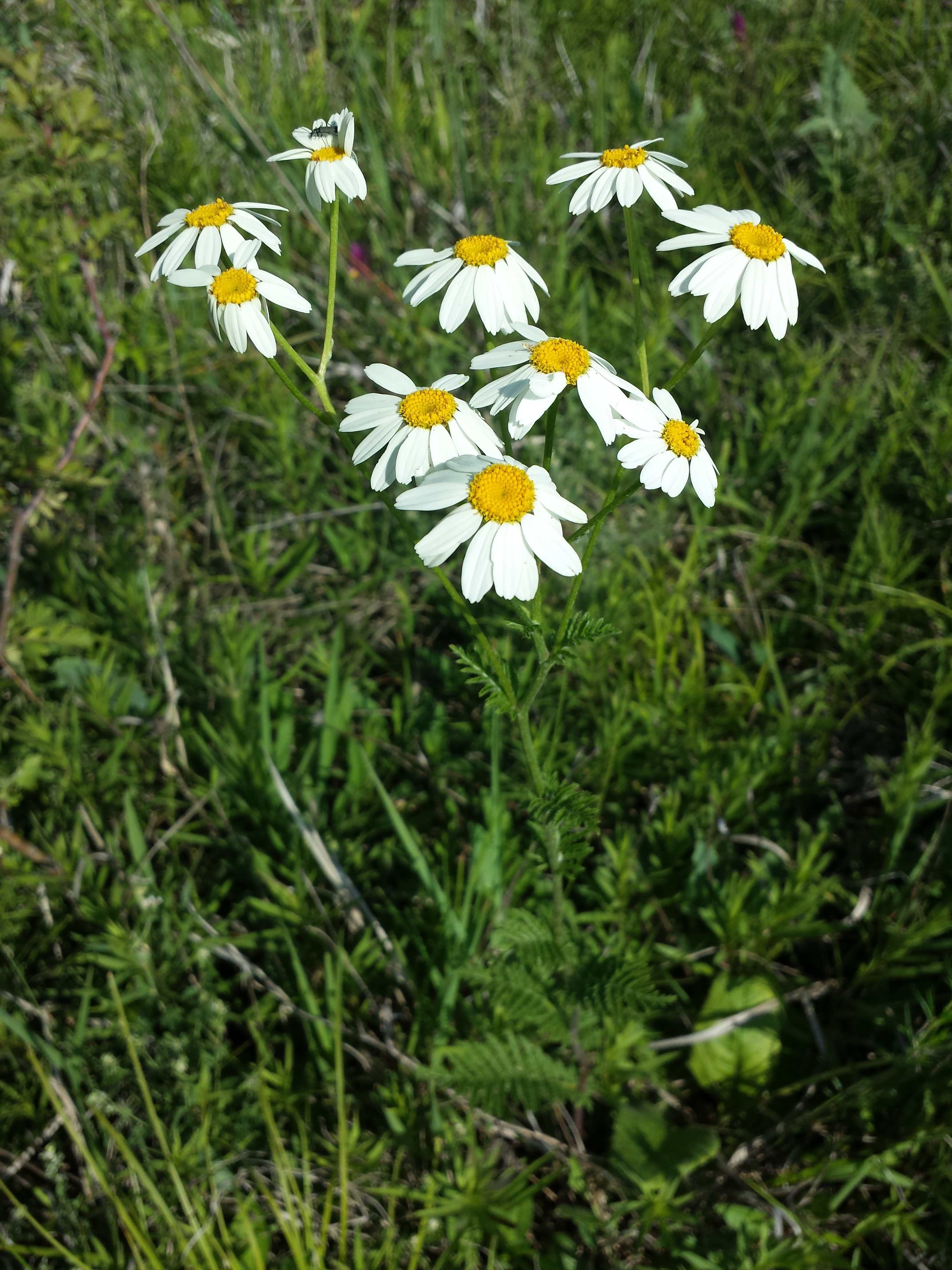
Gewöhnliche Straußmargerite (Tanacetum corymbosum subsp. corymbosum)

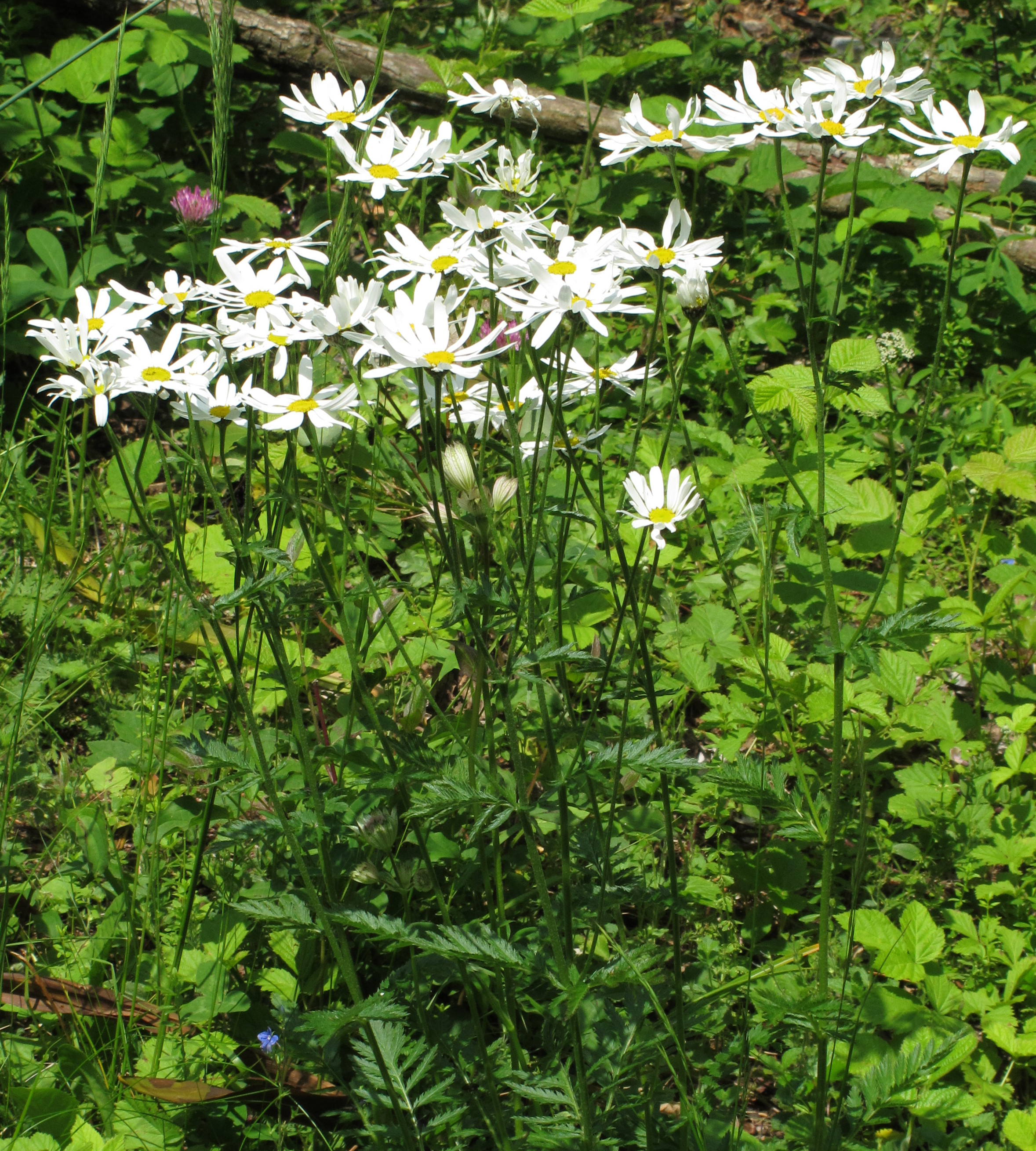
Berg-Straußmargerite (Tanacetum corymbosum subsp. subcorymbosum)

## Vorkommen
Die Straußblütige Wucherblume ist in Europa von Belgien, Frankreich bis nach Osteuropa und in Nordafrika, Westasien sowie im Kaukasusraum verbreitet.
In Deutschland ist die Straußblütige Wucherblume in den mittleren und südlichen Kalkgebieten recht verbreitet. Nach Norden dringt sie vor allem im Gebiet der großen Flüsse Elbe und Oder vor. Sie fehlt meist in den höheren Gebirgslagen. In der Schweiz ist sie vor allem in der West- und Südschweiz verbreitet. In Österreich ist die Art Tanacetum corymbosum mäßig häufig und kommt in zwei Unterarten vor: Zum einen der Gewöhnlichen Straußmargerite (Tanacetum corymbosum subsp. corymbosum) sowie der Berg-Straußmargerite (Tanacetum corymbosum subsp. subcorymbosum), die sich unter anderem durch schwarzbraune Hüllblätter vom Typus unterscheidet.
Die Straußblütige Wucherblume wächst in Mitteleuropa in Trockenwäldern, in trockenen Gebüschen, an Abhängen, auf Lichtungen und an Felshängen. Sie gedeiht meist auf mehr oder weniger trockenen, warmen, kalkhaltigen, meist lockere Steinverwitterungs- und Lößböden. Sie ist in Mitteleuropa eine Charakterart der Ordnung Quercetalia pubescentis, kommt aber auch in Pflanzengesellschaften des Verbands Geranion sanguinei oder der Ordnung Fagetalia vor. Sie steigt in Südtirol bis 1920 Meter und in der Steiermark und in Kärnten bis in eine Höhenlage von 2000 Meter auf. Es ist auffallend, dass sie im Bereich der Ostalpen so hoch steigt, während sie in den deutschen Mittelgebirgen und in den westlichen Alpen nur bis in die Hügel- oder Bergzone reicht.
Die ökologischen Zeigerwerte nach Landolt et al. 2010 sind in der Schweiz: Feuchtezahl F = 2w (mäßig trocken aber mäßig wechselnd), Lichtzahl L = 3 (halbschattig), Reaktionszahl R = 4 (neutral bis basisch), Temperaturzahl T = 4 (kollin), Nährstoffzahl N = 2 (nährstoffarm), Kontinentalitätszahl K = 4 (subkontinental).

## Systematik
Die Erstveröffentlichung erfolgte unter dem Namen (Basionym) Chrysanthemum corymbosum durch Carl von Linné. Die Neukombination zu Tanacetum corymbosum wurde 1844 durch Carl Heinrich Schultz in Ueber die Tanaceteen mit besonderer Berücksichtigung der deutschen Arten, Neustadt an der Haardt, S. 57 veröffentlicht.
Je nach Autor gibt es mehrere Unterarten:
- Tanacetum corymbosum L. subsp. corymbosum: Sie kommt in Marokko, Algerien, in Südeuropa, Mitteleuropa, Osteuropa, in der Türkei, im Kaukasusraum und im westlichen Sibirien vor.[6]
- Tanacetum corymbosum subsp. achilleae (L.) Greuter: Sie kommt in Spanien, Frankreich, Italien, Marokko, Algerien und Tunesien vor.[5]
- Tanacetum corymbosum subsp. cinereum (Griseb.) Grierson: Sie kommt auf der Balkanhalbinsel, in Rumänien und in der Türkei vor.[5]
- Tanacetum corymbosum subsp. subcorymbosum (Schur) Pawł. (Syn.: Tanacetum corymbosum subsp. clusii (Rchb.) Heywood): Sie kommt in Polen, in Österreich, Italien, in der Slowakei, der Ukraine und auf der Balkanhalbinsel vor.[5]

## Bilder

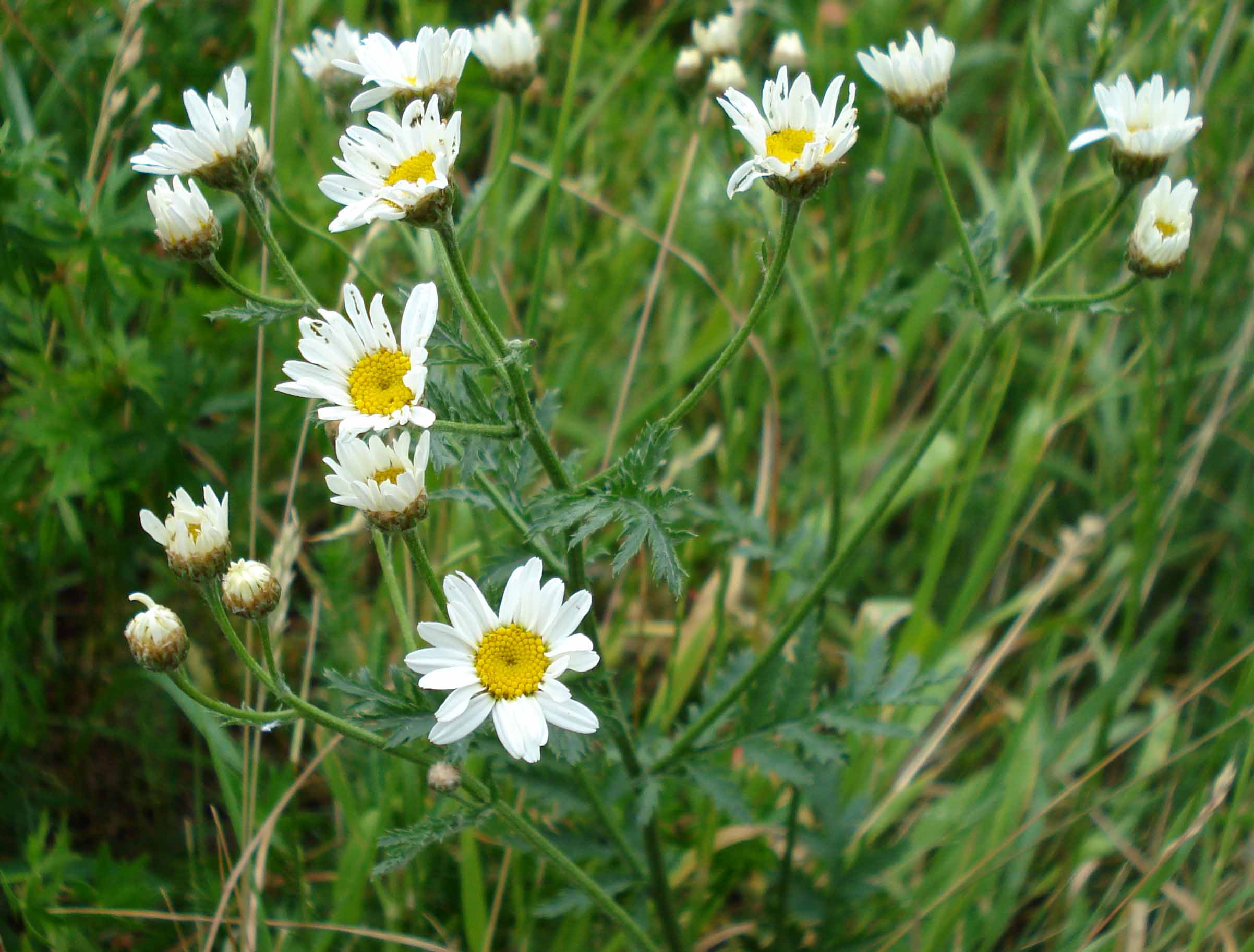
Habitus
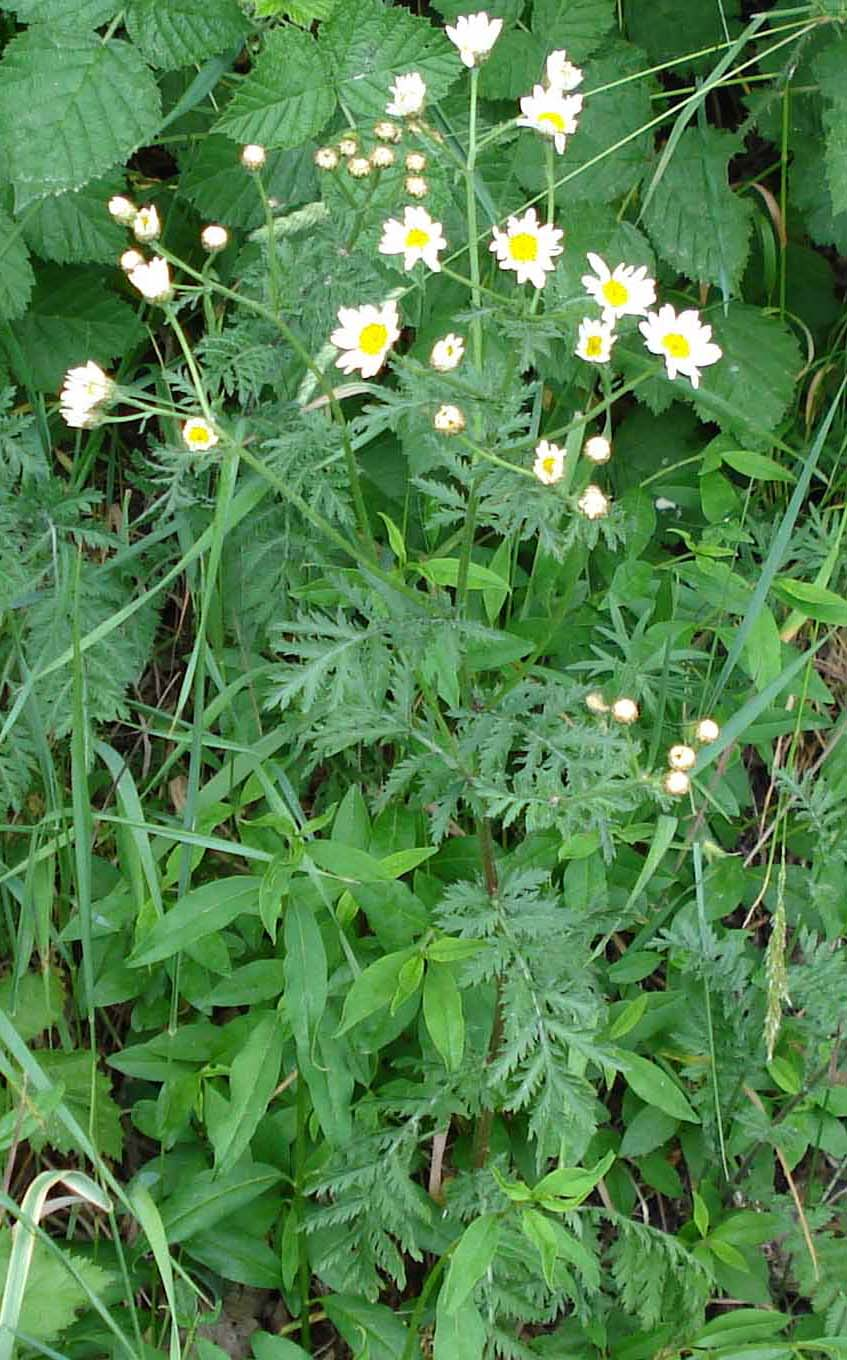
Habitus
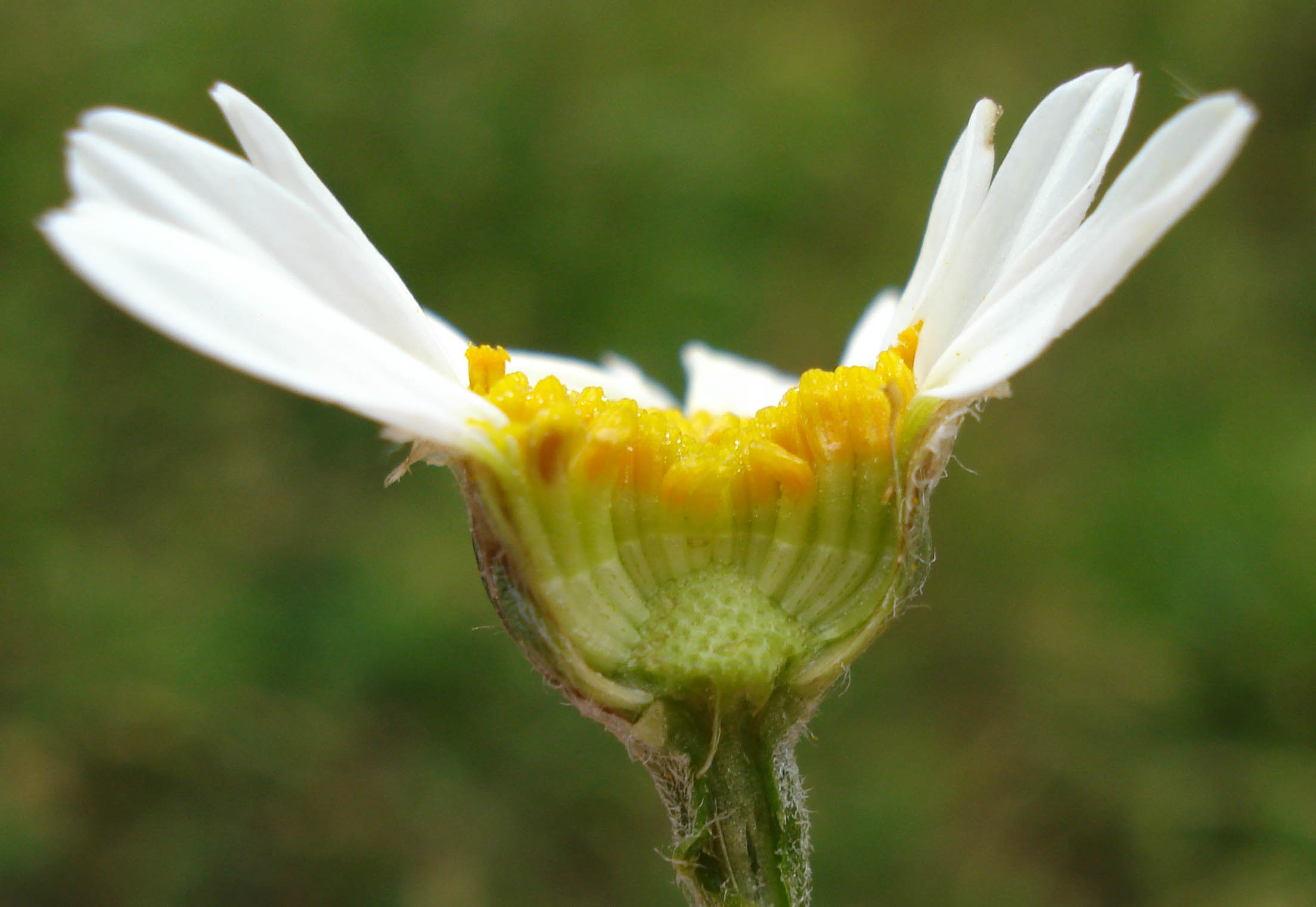
Längsschnitt durch das Blütenkörbchen
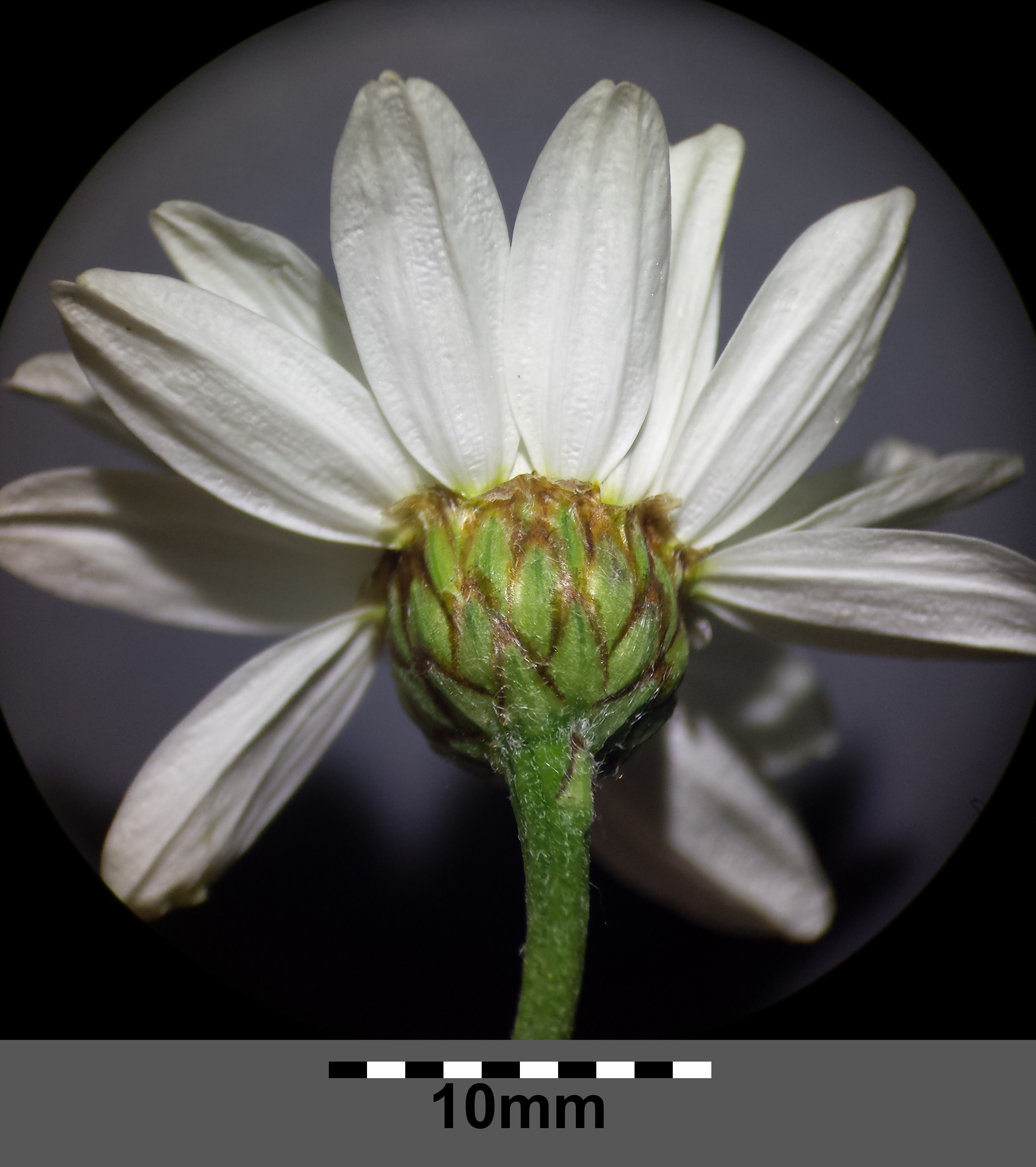
Korbhülle von Tanacetum corymbosum subsp. corymbosum mit hellbraun berandeten Hüllblättern
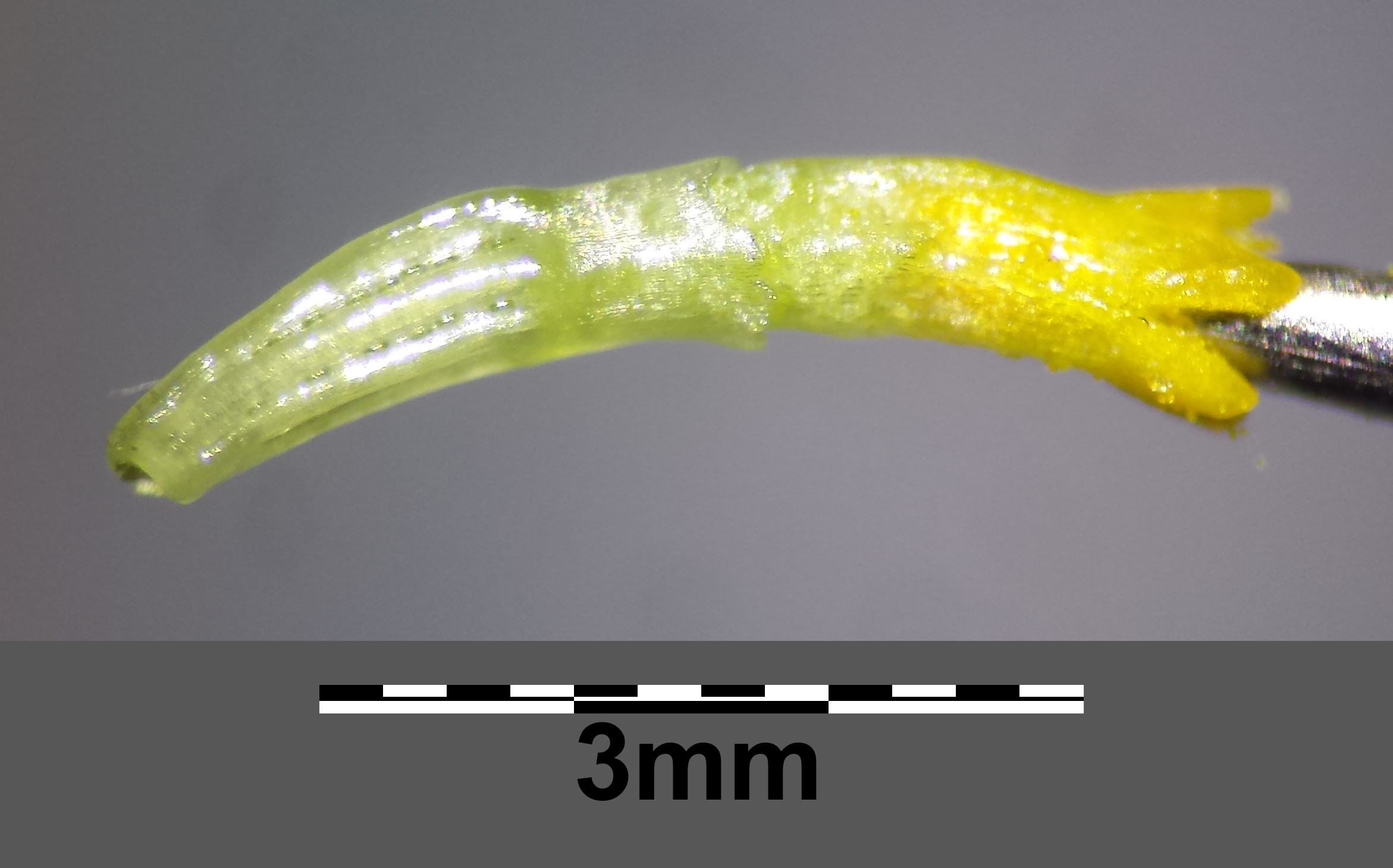
Röhrenblüte mit gerippter Frucht und als Krönchen ausgebildetem Pappus
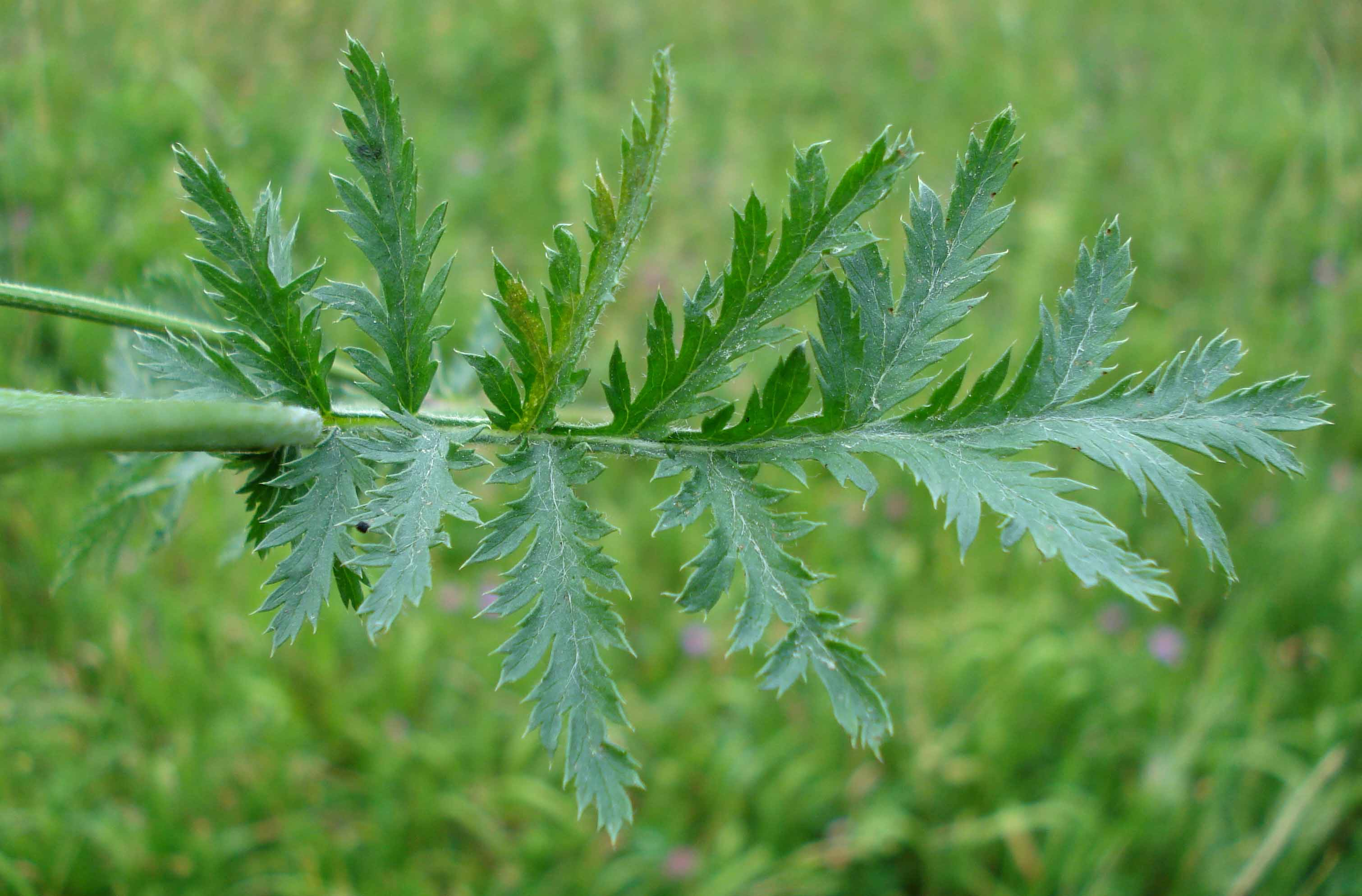
Laubblatt (Oberseite)
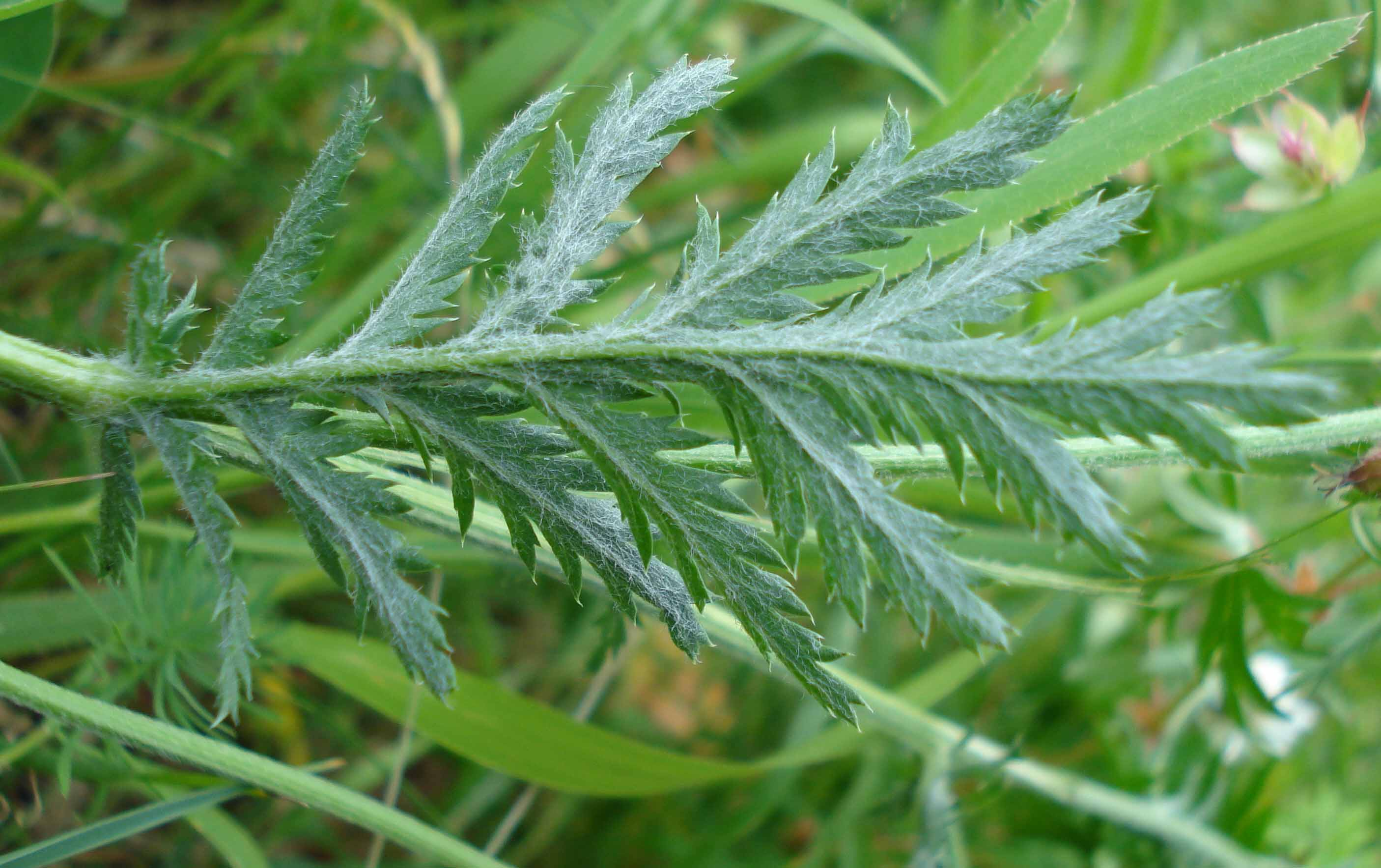
Laubblatt (Unterseite)
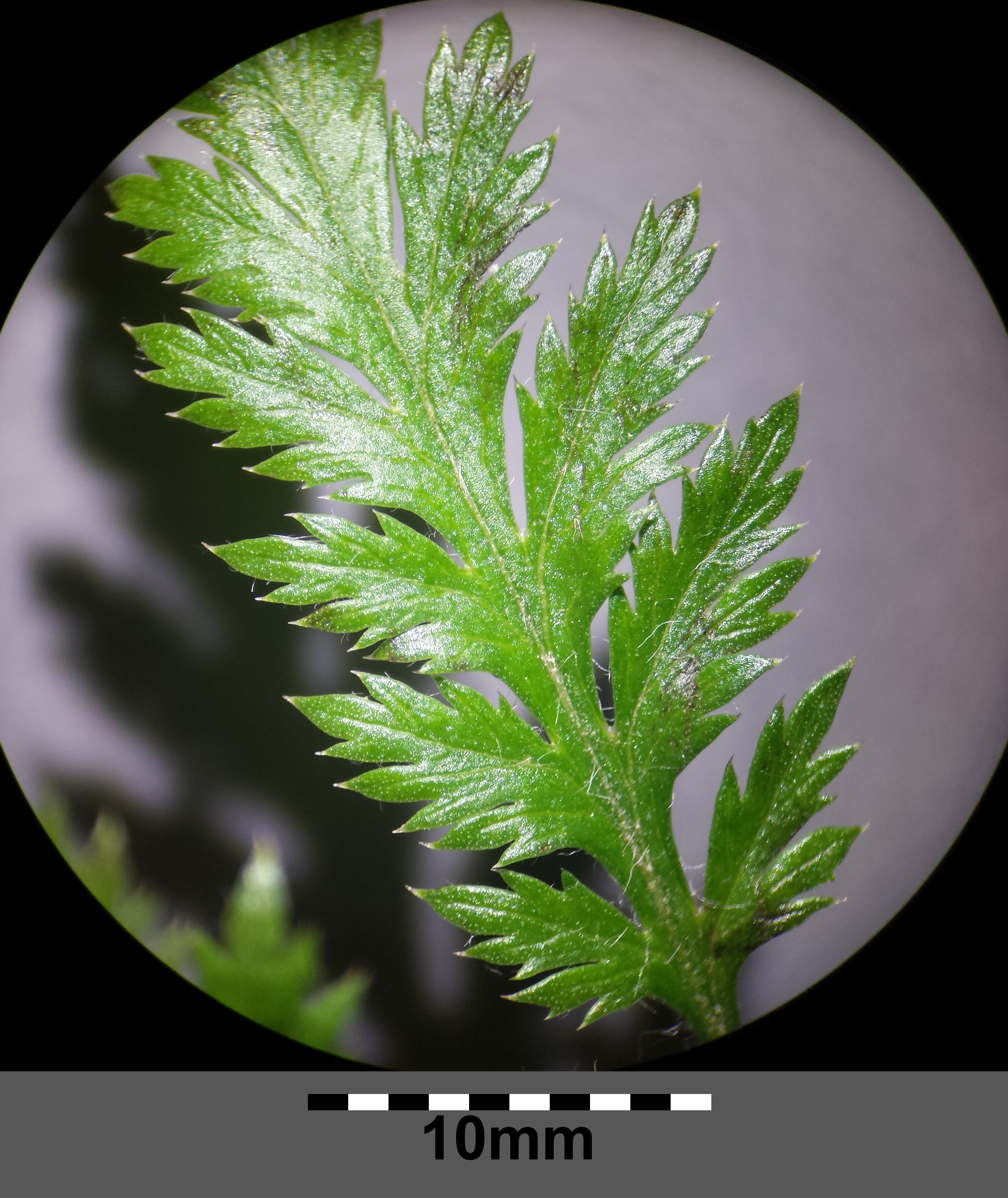
Laubblatt (Oberseite) mit scharf gesägten Abschnitten